# Luis María Díaz de Otazu
Luis María Díaz de Otazu (Albeniz, 11 de agosto de 1966) es un ciclista español ya retirado. Fue profesional de 1988 a 1998, aunque no consiguió ninguna victoria durante este periodo debido a su condición de gregario. Como amateur ganó en 1986 el Memorial Valenciaga.

## Palmarés
No ha conseguido ninguna victoria como profesional.

## Resultados en las grandes vueltas
| Carrera         | 1988 | 1989 | 1990 | 1991 | 1992 | 1993 | 1994 | 1995 | 1996 | 1997 | 1998 |
| --------------- | ---- | ---- | ---- | ---- | ---- | ---- | ---- | ---- | ---- | ---- | ---- |
| Giro de Italia  | -    | 124  | -    | -    | -    | -    | -    | -    | -    | -    | -    |
| Tour de Francia | -    | -    | -    | -    | -    | -    | -    | Ab.  | -    | -    | -    |
| Vuelta a España | -    | -    | -    | -    | -    | -    | -    | -    | -    | -    | -    |